# 3,7 cm Flakzwilling auf PzKpfw V
3,7 cm Flakzwilling auf PzKpfw V, Flakpanzer Coelian – projekt samobieżnego działa przeciwlotniczego wykorzystującego skrócone podwozie czołgu PzKpfw V Panther opracowany przez firmę Rheinmetall-Borsig. Uzbrojeniem pojazdu miało być dwulufowe działko kalibru 37 mm umieszczone w opancerzonej, zamkniętej wieży. Miało ono kąt ostrzału od -15° do +80° w pionie i 360° w poziomie.
Powstała tylko makieta tego pojazdu.